# 공무원뉴스
공무원뉴스는 대한민국 최초의 공직 언론 뉴스이다. 대한민국 공무원의 행정소식과 정치, 사회, 인사를 다루는 언론사로, '정통공직언론’이라는 기치를 내걸고, 공무원들의 공직사회 문화 전반에 관련된 뉴스를 다룬다. 공무원인식개선사업과 공직자채용정보 나라일터 채용소식 등을 제공한다.

## 역사
- 공무원뉴스는 2005년 발행인 및 편집장 정규범으로 인터넷 신문사로 창간하여, 자매지로 메디컬뉴스를 함께 발행하고 2015년 4월 28일 주식회사 공무원뉴스로 대표이사 겸 발행인 김도균 편집장 시작하여 종합 미디어 그룹으로 전환했다.

## 목적
공무원뉴스는 국내 최초 공직사회 전문 언론사로 각 기관의 업무 추진 정책 보도와 공익을 위해 올바른 정책을 수행 하는지를 보도하며, 공무원의 행정소식과 정치, 사회, 인사를 다루는 언론사로 각 기관을 수시로 취재하여 국민의 알 권리와 더불어 공무원의 권리를 보호하는 공직사회의 전문 언론사로 항상 국가와 국민 전체를 위한다는 자세로 나라 전체의 행정과 법안 정보를 최대화하는 정보를 전달하고, 이를 뒷받침할 법과 제도를 마련한 후 차질 없이 시행하는 가를 감시하고 이에 언론사는 국민에게 정확하게 전달해야 한다.